# Eric Boman
Eric Boman (Falun, Suecia, 5 de junio de 1867 – Buenos Aires, 29 de noviembre de 1924) fue un arqueólogo sueco-argentino, conocido por sus investigaciones en el noroeste de Argentina.

## Biografía
Boman nació en Falun (Suecia), el 5 de junio de 1867, y era hijo Lars Erik Boman, un consagrado ingeniero. Durante algunos años realizó estudios de antropología y trabajos en el Museo del Hombre de París.

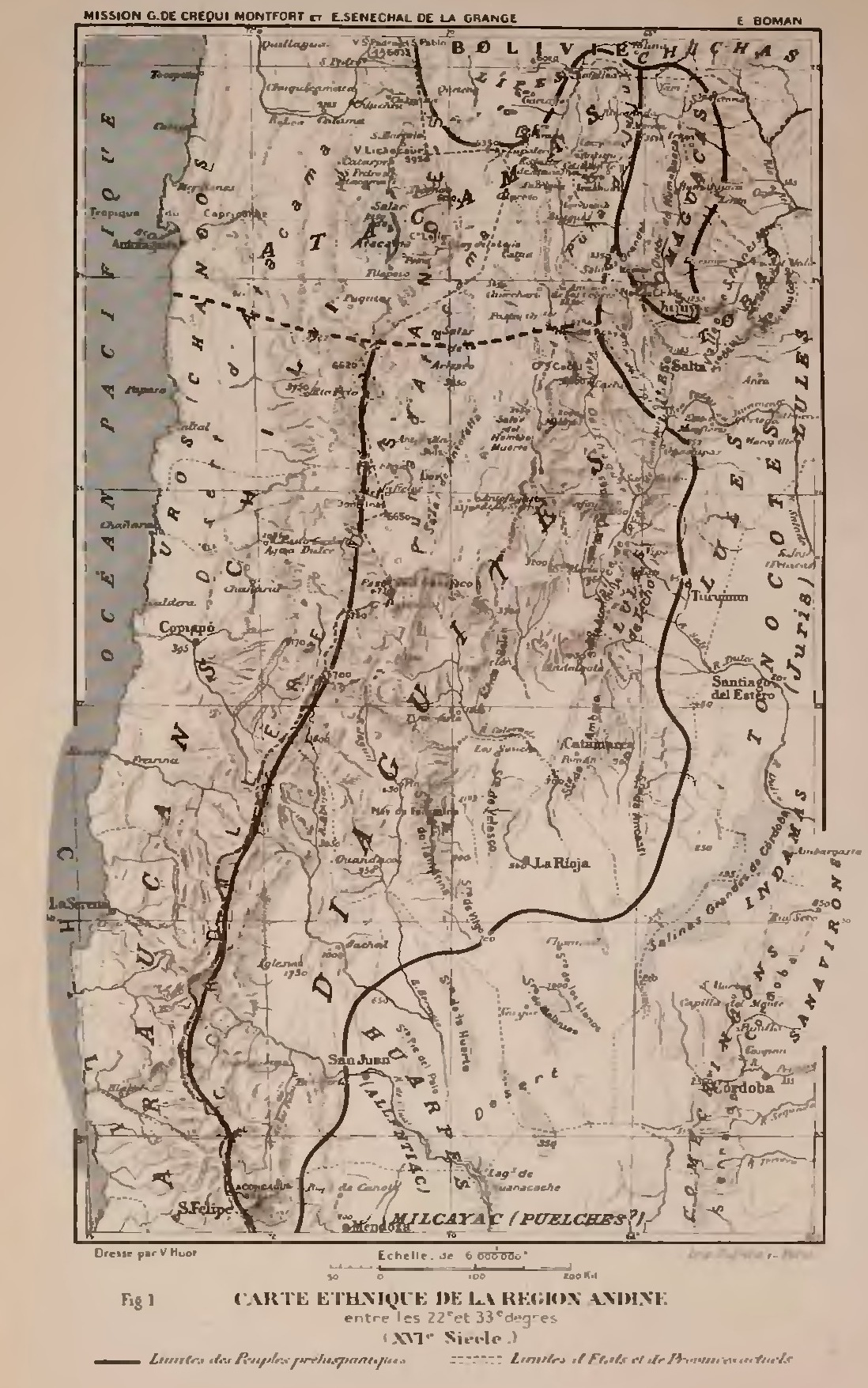
Carta étnica de la región andina del. por Eric Boman, Antigüedades de la región andina de la República Argentina y del desierto de Atacama - Tomo Primero

Se trasladó a Argentina en 1889, donde inicialmente trabajó como docente en escuelas secundarias en la ciudad de Buenos Aires y posteriormente en la provincia de Catamarca, en el norte del país, sobre la cordillera de los Andes, por lo que se caracteriza por las montañas. Allí fue designado profesor del Colegio Nacional de Catamarca y luego nombrado Juez de Paz.
Boman comenzó su experiencia arqueológica en 1901 a partir de una expedición sueca dirigida por el barón Erland Nordenskiold, un noble cuya familia incluía a varios viajeros destacados. La expedición partió de Salta, donde estudio el valle de Lerma, la quebrada del Toro, la quebrada de Las Cuevas, la puna jujeña, la localidad de Purmamarca, la quebrada de Humahuaca y concluyó en la ciudad de Jujuy. Nordenskiold escribió más tarde un relato de esa expedición, titulado Viajes por las fronteras de Bolivia y Argentina. 
Posteriormente, Boman se unió a una nueva expedición, con el marqués Georges de Crequi-Montfort, a la zona de Cerro Chañi (Jujuy), en 1903, y descubrió Tastil, un asentamiento atacameño que fue uno de los más importantes de la región hasta su asedio por las tropas del Imperio Inca. Esta expedición también recorrió parte de Bolivia y Chile. Recopiló sus hallazgos en el libro Antiquités de la région andine de la Republique Argentina et du désert d'Atacama ("Antigüedades en la región andina de Argentina y en el desierto de Atacama" ), que, cuando se publicó en 1908, fue reconocido como uno de los primeros estudios arqueológicos integrales del Noroeste Argentino (comparables sólo con los trabajos de Juan Bautista Ambrosetti ). La obra de Boman fue honrada también por la Académie Française, y el original se encuentra ahora en el Musée de l'Homme, en París .

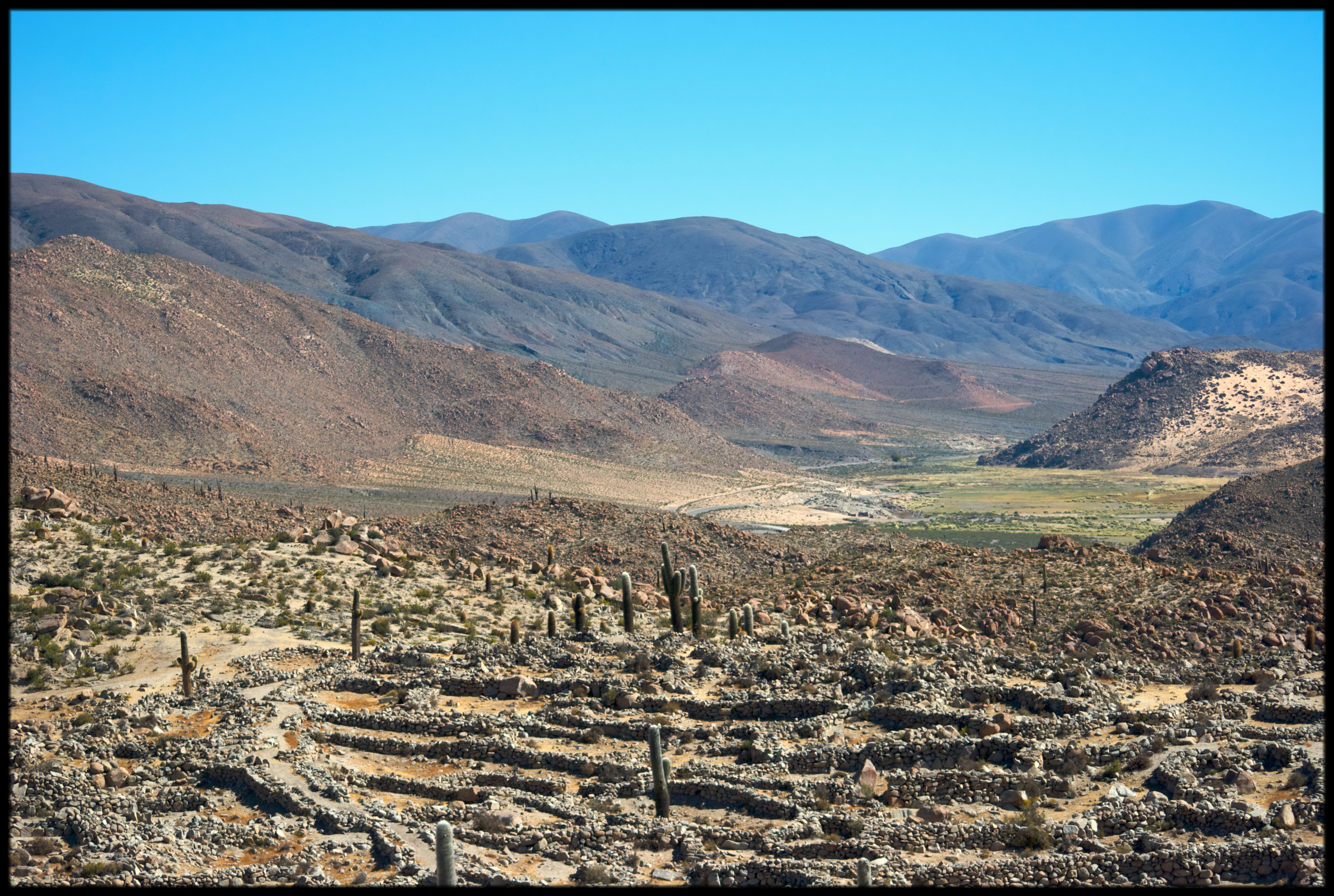
Ruines de Tastil, sitio habitado entre 1360 y 1440, fotografiados en 2008.

Posteriormente, Boman centró sus estudios en la arqueología de la provincia de La Rioja, realizando excavaciones en el Pucará de los Sauces, Fuerte del Pantano, y otros yacimientos de la Cordillera de Famatina. Escribió  un libro titulado "Estudios arqueológicos riojanos" que es considerado un trabajo pionero en la provincia y constituyó un aporte muy valioso al conocimiento de la arqueología regional de la época. También realizó estudios en otras provincias, destacando Tinti (en los Valles Calchaquíes) y Buin (Chile). Creó una bibliografía considerable a partir de sus experiencias, y estas expediciones, realizadas entre 1910 y 1920, produjeron la colección más completa de artefactos diaguitas localizada hasta entonces, lo que lo convirtió en una autoridad en las culturas preincas de la región.
A partir de los estudios y el renombre logrado, Boman fue nombrado Jefe del Departamento Arqueológico del Museo de Ciencias Naturales Bernardino Rivadavia en 1917, cargo que ocupó hasta su muerte ocurrida el 29 de noviembre de 1924 en la ciudad de Buenos Aires.  Dado que murió pobre, algunos colegas colaboraron para que sea enterrado en el cementerio alemán de la ciudad de Buenos Aires. Años más tarde, sus restos fueron depositados en el Monumento en Honor a los arqueólogos del Pucará de Tilcara, junto a los de Salvador Debenedetti.

## Homenajes
El Museo Arqueológico de Santa María, en la provincia de Catamarca, que se encuentra cerca de las ruinas precolombinas de Quilmes en los valles Calchaquíes, lleva el nombre de Eric Boman.